# Мита Костић
Димитрије Костић − Мита (Сремска Митровица, 4. март 1886 — Београд, 11. април 1980) био је српски академик, историчар и универзитетски професор. Костић је био директор Историјског института у Београду.

## Биографија
Основну школу завршио је у Сремској Митровици 1897., а гимназију у Сремским Карловцима 1905. године. Дипломирао је на Филозофском факултету Универзитета у Бечу, где је и докторирао 1909. са дисертацијом Einflüse der Staatsbehörden durch die Kurzbeckşche Buchdruckerei auf das serbische Geistesleben im XVIII-ten Jahrhundert.
Од 1910. до 1920. радио је као професор у карловачкој гимназији. Априла 1921. године изабран је од стране Београдског универзитета у звање доцента за народну историју на Филозофском факултету у Скопљу. За ванредног професора изабран је 1923., а за редовног 1932. године. Од 1938. до 1941. године обављао је и дужност декана факултета. Био је активни члан Скопског научног друштва од 1921., а од 1938. до 1941. његов председник и уредник часописа Гласник Скопског научног друштва.
По избијању Другог светског рата прешао је у Београд, оставивши у Скопљу своју богату личну библиотеку, мноштво архивских исписа и целокупну личну преписку са многим познатим научницима, попут Константина Јиречека, Ватрослава Јагића, Јована Радонића.
Иако је пензионисан после ослобођења 1945. године, Костић је и даље остао активан. У Српској академији наука сарађивао је са Историјским и Етнографским институтом, Одељењем за друштвене науке и Одељењем за литературу и језик. Био је и члан књижевног одељења Матице српске у Новом Саду и Мађарског историјског друштва у Будимпешти.
Од 1954. до 1956. године предавао је Националну историју новог века на тек основаном Филозофском факултету у Новом Саду.
Јуна 1955. изабран је за дописног, а децембра 1963. за редовног члана САНУ. У марту 1958. постављен је за директора Историјског института САНУ. Ту дужност је обављао до 1961. године.
На предлог Београдског универзитета 1961.одликован је Орденом рада са црвеном заставом првог степена. Сахрањен је у Сремским Карловцима.

## Историографски рад
Мита Костић се претежно бавио историјом Срба у Хабзбуршкој монархији, али и другим темама везаним за националну и општу историју. Од преко 120 његових радова, највећи део се односи на историју Војводине 18. века.
Прве радове објавио је 1908. и 1909., у часопису Бранково коло а затим у Српском књижевном гласнику и Archiv für slavische Philologie 1914.
По преласку из Карловаца на факултет у Скопљу 1921., Костић је у наредних неколико година објавио петнаестак запажених радова, међу којима се истиче студија Српска насеља у Русији: Нова Србија и Славеносрбија објављена 1923. у издању САНУ, а која говори о великој миграцији Срба крајем 18. века и њиховој новој насеобини. У периоду од 1931—1941. године, објавио је још тридесетак научних радова у којима се углавном бавио историјом Војводине 18-тог века и Србије у аустро-турским ратовима, као и историјом Старе Србије у 19. веку. Његова студија Гроф Колер као културно-просветни реформатор код Срба у Угарској у 18. веку објављена 1932. представљала је изузетно и оригинално научно дело у коме су приказане културно-просветне реформе Марије Терезије, процес ширења западноевропске културе на Србе и њиховог друштвеног и политичког прилагођавања животу у монархији. Посебно место у његовом стваралачком опусу представља студија Доситеј Обрадовић у историјској перспективи 18. и 19. века, из 1952. године, којом је расветлио утицај реформи Марије Терезије и Јозефа II на Србе у монархији. Ово књига је побудила пажњу и у иностранству, јер је, поред погледа на духовни и интелектуални развитак Доситеја Обрадовића бацила светлост и на развитак српског грађанског сталежа, са освртом на руски и средњоевропски утицај на српску просвећеност у 18. веку. Значајни су и његови радови о српским привилегијама с краја 17. века, које је објавио заједно са Јованом Радоњићем, а у којима је јасно и документовано приказао основе верског, друштвеног и правног положаја Срба у Аустрији. Заједно са Јованом Томићем поставио је темеље научно-критичког проучавања новије прошлости Срба у Старој Србији.
Бавећи се питањима српске историје, Костић је дубоко зашао и у проблематику прошлости суседних народа : Арбанаса, Мађара, затим аустријске и турске управе на простору који су насељавали Срби, повезујући националну са ширим кретањима европске историје.